# 杨德中
杨德中（1923年12月1日—2020年11月12日），曾任中央警卫团政委、中共中央办公厅警卫局局长兼中央警卫师师长，1994年晋升上将军衔。中共十二届至十四届中央委员。

## 生平
1923年，杨德中出生在陕西省西安市，祖籍渭南，1936年参加中华民族解放先锋队，1938年入抗日军政大学学习，同年9月加入中国共产党，加入八路军任第115师晋西支队政治部干事。中国抗日战争时期，他参加了青口战役、鲁南战役等战役战斗。第二次国共内战时期，他参加了莱芜战役、潍县战役、济南战役、淮海战役、渡江战役等战役战斗。1942年后，历任山东军区独立1旅2团政治处副主任、主任，山东鲁中军区警备5团2营教导员，山东鲁中军区警备1团政治处主任，鲁中南军区、鲁中南纵队46师136团政治处主任，陆军第35军311团政治处主任、副政委，312团副政委、政委，陆军第22军196团政委，陆军第22军66师政治部副主任、主任。
1953年任中央警卫团政治委员，1965年起兼任中共中央办公厅警卫局副局长，1968年7月清华大学百日大武斗发生后，率领工宣队进入清华掌握局势，1970年1月，清华重新成立校党委，杨德中兼任党委书记，1972年卸任清华党委书记。
1974年调任陕西省咸阳地区军分区第2政委、陕西军区副政委。1978年任中共中央办公厅警卫局局长兼中央警卫师师长，1980年9月任中共中央办公厅副主任，1982年11月，任中共中央办公厅第一副主任兼中央办公厅警卫局局长，1983年1月兼任总参谋部警卫局局长，1994年8月卸任中共中央办公厅警卫局局长与总参谋部警卫局局长，1998年7月卸任中共中央办公厅第一副主任。1990年3月杨德中被确定为正部长级待遇，1993年3月被确定为正大军区职待遇。1988年9月获中将军衔，1994年晋升上将军衔，1998年7月获得2级红星功勋荣誉章；2020年11月12日在北京醫院逝世。